# 시오촌 (이바라키현)
시오촌(紫尾村)은 이바라키현 마카베군에 일찍이 존재했던 촌이다.

## 지리
- 현재의 사쿠라가와시, 구 마카베정의 남부에 위치한다.
- 촌의 남쪽에는 쓰쿠바산이 있다.
- 촌은 사쿠라가와 강 동쪽 기슭에 위치한다.

## 역사
- 1889년 4월 1일 - 정촌제 시행에 의해 마카베군 시오촌이 성립하였다.
- 1954년 12월 1일 - 마카베정, 가바호촌, 야가이촌과 합병해, 새로운 마카베정이 성립하여, 동일 시오촌은 폐지되었다.

## 인구
| [[1891년] | 2,643 |
| 1920년    | 3,407 |
| 1935년    | 3,739 |
| 1950년    | 4,841 |

## 교통
- 조스쓰쿠바철도 ( → 간토철도 → 이바라키 교통)
  - 조스선

## 참고문헌
- 『가도카와 일본 지명 대사전 8 茨城県』가도카와 쇼텐（1983年）
- 『全国市町村名変遷総覧』日本加除出版（2006年）